# Rio Cricău
O Rio Cricău é um rio da Romênia, afluente do Galda, localizado no distrito de Alba.